# Danh sách hat-trick Giải bóng đá Ngoại hạng Anh

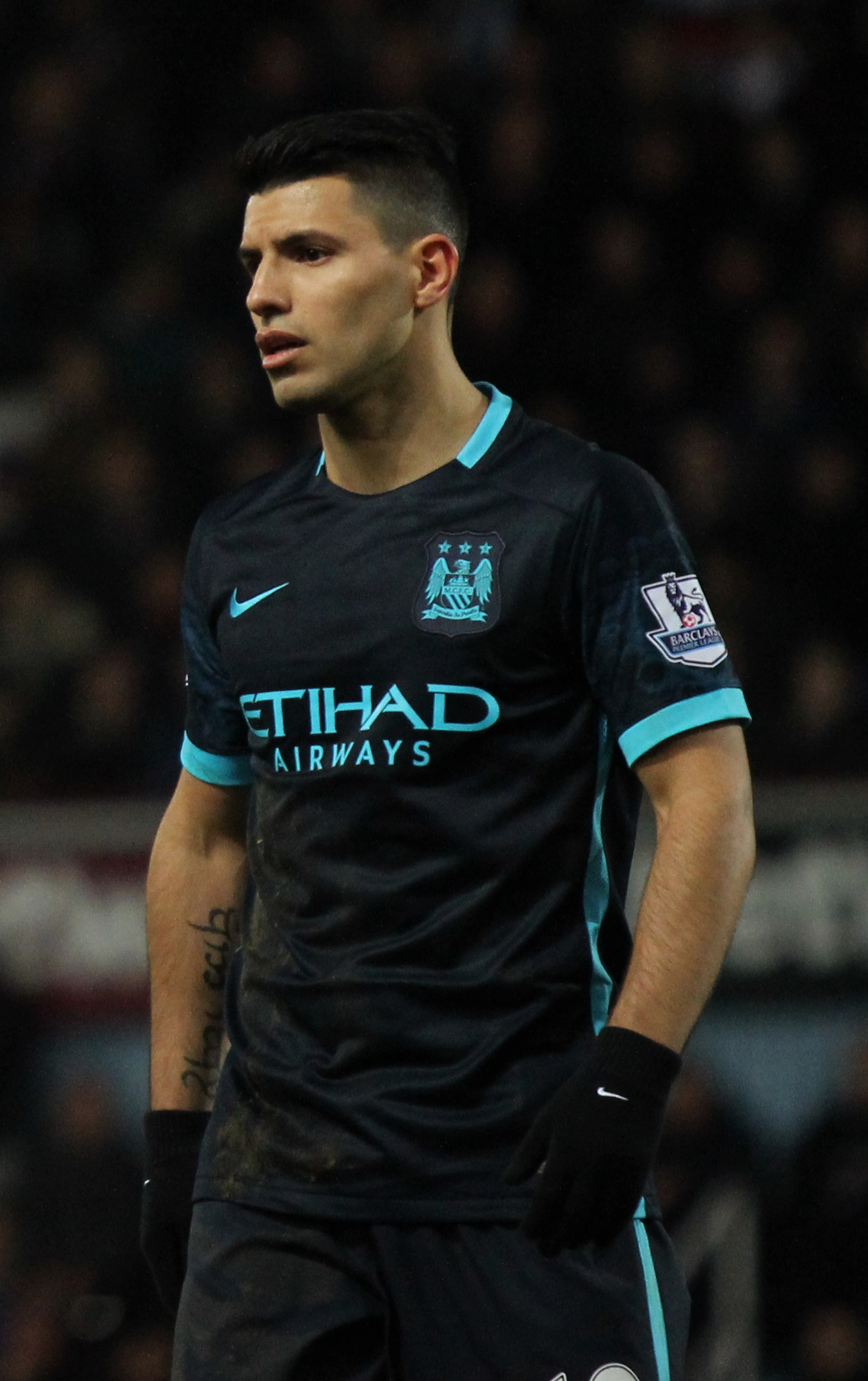
Sergio Agüero đã ghi nhiều hat-trick nhất tại Premier League, ghi 12 hat-trick cho Manchester City.

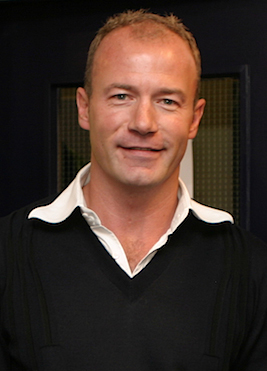
Alan Shearer đã ghi 11 hat-trick tại giải Ngoại hạng Anh, trong màu áo của Blackburn Rovers và Newcastle United.

Kể từ khi thành lập giải bóng đá Ngoại hạng Anh [a] năm 1992, hơn 100 cầu thủ đã lập hat-trick (tức là đã ghi ba bàn thắng trong 1 trận đấu) vào lưới đối phương. Cầu thủ đầu tiên ghi được hat-trick tại giải Ngoại hạng Anh là Eric Cantona, một cựu cầu thủ người Pháp. Ông đã ghi ba bàn cho Leeds United trong chiến thắng 5-0 trước Tottenham Hotspur. Đã có hơn 20 cầu thủ ghi được hơn 3 bàn, trong số đó có 4 cầu thủ ghi được 5 bàn, là Andrew Cole, Alan Shearer, Jermain Defoe và Dimitar Berbatov. Sadio Mané, cầu thủ hiện đang thi đấu cho Liverpool là cầu thủ lập được hat-trick nhanh nhất giải ngoại hạng Anh, chỉ trong 2 phút 56 giây, anh đã 3 bàn vào lưới Aston Villal tại vòng 37 mùa giải 2014/15, phá kỷ lục trước đó của cầu thủ Robbie Fowler đã lập hatrick với khoảng thời gian 4 phút 23 giây, trong khi vào năm 1999, cầu thủ Manchester United, Ole Gunnar Solskjær đã ghi bốn bàn thắng chi trong có 12 phút vào lưới Nottingham Forest, và là cầu thủ ghi bốn bàn nhanh nhất trong lịch sử nước Anh.
Trận đấu giữa Arsenal với Southampton tại sân vận động Highbury vào năm 2003 chứng kiến Jermaine Pennant và Robert Pirès mỗi người ghi một cú hat-trick cho đội nhà. Năm 2007, Roque Santa Cruz của Blackburn và Marcus Bent của Wigan, mỗi người đều đã lập một cú hat-trick trong một trận đấu mà Wigan thắng 5-3. Chỉ có bốn cầu thủ, Les Ferdinand, Ian Wright, Didier Drogba và Wayne Rooney, đã lập hat-trick trong hai trận liên tiếp. Các cú hat-trick của Rooney vào ngày 10 tháng 9 năm 2011 và của Matt Le Tissier vào ngày 19 tháng 8 năm 1995 là được ghi trong đó bao gồm các quả phạt đền và cú đá phạt trực tiếp.
Shearer đã lập hat-trick hoặc nhiều hơn con số trên tất cả mười một lần ở Premier League, nhiều hơn bất kỳ cầu thủ nào khác. Robbie Fowler đã lập được chín cú hat-trick, Thierry Henry và Michael Owen, mỗi cầu thủ đã lập được tám cú hat-trick. Năm cầu thủ đã từng lập hat-trick trong ba câu lạc bộ khác nhau: Yakubu Aiyegbeni (Blackburn Rovers, Everton và Portsmouth); Nicolas Anelka (Arsenal, Chelsea và Manchester City), Kevin Campbell (Arsenal, Everton và Nottingham Forest), Les Ferdinand(Newcastle thống nhất, Queens Park Rangers và Tottenham Hotspur) và Teddy Sheringham (Manchester United, Portsmouth và Tottenham Hotspur).

## Hat-trick

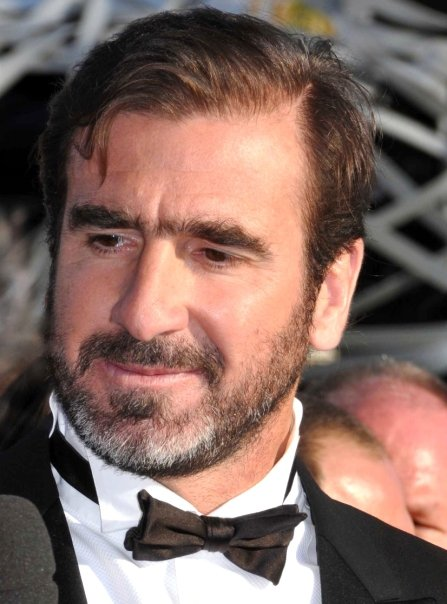
Eric Cantona là cầu thủ đầu tiên ghi được hat-trick tại Premier League.

| Ghi chú | Ghi chú                                      |
| ------- | -------------------------------------------- |
| 4       | Cầu thủ ghi được 4 bàn thắng                 |
| 5       | Cầu thủ ghi được 5 bàn thắng                 |
| dagger  | Cầu thủ ghi hat-trick khi vào sân thay người |

Ghi chú:Đội được thi đấu trên sân nhà là đội được hiển thị tỷ số trước.
| Cầu thủ                   | Quốc tịch            | Đội nhà                 | Tỷ số | Đội khách               | Ngày                 | Chú thích       |
| ------------------------- | -------------------- | ----------------------- | ----- | ----------------------- | -------------------- | --------------- |
| Eric Cantona              | Pháp                 | Leeds United            | 5–0   | Tottenham Hotspur       | 25 tháng 8 năm 1992  | [ 5 ]           |
| Mark Robins               | Anh                  | Norwich City            | 3–2   | Oldham Athletic         | 9 tháng 11 năm 1992  | [ 6 ]           |
| John Hendrie              | Scotland             | Middlesbrough           | 3–2   | Blackburn Rovers        | 5 tháng 12 năm 1992  | [ 7 ]           |
| Andy Sinton               | Anh                  | Queens Park Rangers     | 4–2   | Everton                 | 28 tháng 12 năm 1992 | [ 8 ]           |
| Brian Deane               | Anh                  | Sheffield United        | 3–0   | Ipswich Town            | 16 tháng 1 năm 1993  | [ 9 ]           |
| Teddy Sheringham          | Anh                  | Tottenham Hotspur       | 4–0   | Leeds United            | 20 tháng 2 năm 1993  | [ 10 ]          |
| Gordon Strachan           | Scotland             | Leeds United            | 5–2   | Blackburn Rovers        | 10 tháng 4 năm 1993  | [ 11 ]          |
| Les Ferdinand             | Anh                  | Queens Park Rangers     | 4–3   | Nottingham Forest       | 10 tháng 4 năm 1993  | [ 12 ]          |
| Chris Bart-Williams       | Anh                  | Sheffield Wednesday     | 5–2   | Southampton             | 12 tháng 4 năm 1993  | [ 13 ]          |
| Les Ferdinand             | Anh                  | Everton                 | 3–5   | Queens Park Rangers     | 12 tháng 4 năm 1993  | [ 14 ]          |
| Chris Sutton              | Anh                  | Norwich City            | 4–2   | Leeds United            | 14 tháng 4 năm 1993  | [ 15 ]          |
| Mark Walters              | Anh                  | Liverpool               | 4–0   | Coventry City           | 17 tháng 4 năm 1993  | [ 16 ]          |
| Rod WallaceD              | Anh                  | Coventry City           | 3–3   | Leeds United            | 8 tháng 5 năm 1993   | [ 17 ]          |
| Matthew Le TissierL       | Anh                  | Oldham Athletic         | 4–3   | Southampton             | 8 tháng 5 năm 1993   | [ 18 ]          |
| Micky Quinn               | Anh                  | Arsenal                 | 0–3   | Coventry City           | 14 tháng 8 năm 1993  | [ 19 ]          |
| Tony Cottee               | Anh                  | Everton                 | 4–2   | Sheffield United        | 21 tháng 8 năm 1993  | [ 20 ]          |
| Kevin Campbell            | Anh                  | Arsenal                 | 4–0   | Ipswich Town            | 11 tháng 9 năm 1993  | [ 21 ]          |
| Efan Ekoku4 P             | Nigeria              | Everton                 | 1–5   | Norwich City            | 25 tháng 9 năm 1993  | [ 22 ]          |
| Alan ShearerD             | Anh                  | Leeds United            | 3–3   | Blackburn Rovers        | 23 tháng 10 năm 1993 | [ 23 ]          |
| Peter Beardsley           | Anh                  | Newcastle United        | 4–0   | Wimbledon               | 30 tháng 10 năm 1993 | [ 24 ]          |
| Robbie FowlerP            | Anh                  | Liverpool               | 4–2   | Southampton             | 30 tháng 10 năm 1993 | [ 25 ]          |
| Bradley Allen             | Anh                  | Everton                 | 0–3   | Queens Park Rangers     | 20 tháng 11 năm 1993 | [ 26 ]          |
| Andy Cole                 | Anh                  | Newcastle United        | 3–0   | Liverpool               | 21 tháng 11 năm 1993 | [ 27 ]          |
| Kevin Campbell            | Anh                  | Swindon Town            | 0–4   | Arsenal                 | 27 tháng 12 năm 1993 | [ 28 ]          |
| Tony Cottee               | Anh                  | Everton                 | 6–0   | Swindon Town            | 15 tháng 1 năm 1994  | [ 29 ]          |
| Jan Åge Fjørtoft          | Na Uy                | Swindon Town            | 3–1   | Coventry City           | 5 tháng 2 năm 1994   | [ 30 ]          |
| Dean Saunders             | Wales                | Aston Villa             | 5–0   | Swindon Town            | 12 tháng 2 năm 1994  | [ 31 ]          |
| Matthew Le Tissier        | Anh                  | Southampton             | 4–2   | Liverpool               | 14 tháng 2 năm 1994  | [ 32 ]          |
| Andy Cole                 | Anh                  | Newcastle United        | 4–0   | Coventry City           | 23 tháng 2 năm 1994  | [ 33 ]          |
| Ian Wright                | Anh                  | Ipswich Town            | 1–5   | Arsenal                 | 5 tháng 3 năm 1994   | [ 34 ]          |
| Ian Wright                | Anh                  | Southampton             | 0–4   | Arsenal                 | 19 tháng 3 năm 1994  | [ 35 ]          |
| Matthew Le TissierP       | Anh                  | Norwich City            | 4–5   | Southampton             | 9 tháng 4 năm 1994   | [ 36 ]          |
| Dean Holdsworth           | Anh                  | Wimbledon               | 3–0   | Oldham Athletic         | 26 tháng 4 năm 1994  | [ 37 ]          |
| Chris SuttonP             | Anh                  | Blackburn Rovers        | 4–0   | Coventry City           | 27 tháng 8 năm 1994  | [ 38 ]          |
| Robbie Fowler             | Anh                  | Liverpool               | 3–0   | Arsenal                 | 28 tháng 8 năm 1994  | [ 39 ]          |
| Andrei Kanchelskis        | Nga                  | Manchester United       | 5–0   | Manchester City         | 10 tháng 11 năm 1994 | [ 40 ]          |
| Alan Shearer              | Anh                  | Blackburn Rovers        | 4–0   | Queens Park Rangers     | 26 tháng 11 năm 1994 | [ 41 ]          |
| Teddy Sheringham          | Anh                  | Tottenham Hotspur       | 4–2   | Newcastle United        | 3 tháng 12 năm 1994  | [ 42 ]          |
| Tony Cottee               | Anh                  | West Ham United         | 3–0   | Manchester City         | 17 tháng 12 năm 1994 | [ 43 ]          |
| Alan Shearer              | Anh                  | Blackburn Rovers        | 4–2   | West Ham United         | 2 tháng 1 năm 1995   | [ 44 ]          |
| Alan Shearer              | Anh                  | Blackburn Rovers        | 4–1   | Ipswich Town            | 28 tháng 1 năm 1995  | [ 45 ]          |
| Tommy JohnsonP            | Anh                  | Aston Villa             | 7–1   | Wimbledon               | 11 tháng 2 năm 1995  | [ 46 ]          |
| Andy Cole5 P              | Anh                  | Manchester United       | 9–0   | Ipswich Town            | 4 tháng 3 năm 1995   | [ 47 ]          |
| Peter Ndlovu              | Zimbabwe             | Liverpool               | 2–3   | Coventry City           | 14 tháng 3 năm 1995  | [ 48 ]          |
| Tony Yeboah               | Ghana                | Leeds United            | 4–0   | Ipswich Town            | 5 tháng 4 năm 1995   | [ 49 ]          |
| Ian Wright                | Anh                  | Arsenal                 | 4–1   | Ipswich Town            | 15 tháng 4 năm 1995  | [ 50 ]          |
| Matthew Le TissierL       | Anh                  | Southampton             | 3–4   | Nottingham Forest       | 19 tháng 8 năm 1995  | [ 51 ]          |
| Robbie Fowler4            | Anh                  | Liverpool               | 5–2   | Bolton Wanderers        | 23 tháng 9 năm 1995  | [ 52 ]          |
| Alan Shearer              | Anh                  | Blackburn Rovers        | 5–1   | Coventry City           | 23 tháng 9 năm 1995  | [ 53 ]          |
| Tony Yeboah               | Ghana                | Wimbledon               | 2–4   | Leeds United            | 23 tháng 9 năm 1995  | [ 54 ]          |
| Les Ferdinand             | Anh                  | Newcastle United        | 6–1   | Wimbledon               | 21 tháng 10 năm 1995 | [ 55 ]          |
| Gary McAllister           | Scotland             | Leeds United            | 3–1   | Coventry City           | 28 tháng 10 năm 1995 | [ 56 ]          |
| Alan Shearer              | Anh                  | Blackburn Rovers        | 7–0   | Nottingham Forest       | 18 tháng 11 năm 1995 | [ 57 ]          |
| Alan Shearer              | Anh                  | Blackburn Rovers        | 4–2   | West Ham United         | 2 tháng 12 năm 1995  | [ 58 ]          |
| Dion DublinL              | Anh                  | Sheffield Wednesday     | 4–3   | Coventry City           | 4 tháng 12 năm 1995  | [ 59 ]          |
| Savo Milošević            | Nam Tư               | Aston Villa             | 4–1   | Coventry City           | 16 tháng 12 năm 1995 | [ 60 ]          |
| Robbie FowlerP            | Anh                  | Liverpool               | 3–1   | Arsenal                 | 23 tháng 12 năm 1995 | [ 61 ]          |
| Alan Shearer              | Anh                  | Blackburn Rovers        | 3–1   | Bolton Wanderers        | 3 tháng 2 năm 1996   | [ 62 ]          |
| Gavin Peacock             | Anh                  | Chelsea                 | 5–0   | Middlesbrough           | 4 tháng 2 năm 1996   | [ 63 ]          |
| Alan Shearer              | Anh                  | Tottenham Hotspur       | 2–3   | Blackburn Rovers        | 16 tháng 3 năm 1996  | [ 64 ]          |
| Mark Hughes               | Wales                | Chelsea                 | 4–1   | Leeds United            | 13 tháng 4 năm 1996  | [ 65 ]          |
| Andrei Kanchelskis        | Nga                  | Sheffield Wednesday     | 2–5   | Everton                 | 27 tháng 4 năm 1996  | [ 66 ]          |
| Kevin Campbell            | Anh                  | Coventry City           | 0–3   | Nottingham Forest       | 17 tháng 8 năm 1996  | [ 67 ]          |
| Fabrizio RavanelliD       | Ý                    | Middlesbrough           | 3–3   | Liverpool               | 17 tháng 8 năm 1996  | [ 68 ]          |
| Ian Wright                | Anh                  | Arsenal                 | 4–1   | Sheffield Wednesday     | 16 tháng 9 năm 1996  | [ 69 ]          |
| Dwight YorkeL             | Trinidad và Tobago   | Newcastle United        | 4–3   | Aston Villa             | 30 tháng 9 năm 1996  | [ 70 ]          |
| Gary Speed                | Wales                | Everton                 | 7–1   | Southampton             | 16 tháng 11 năm 1996 | [ 71 ]          |
| Robbie Fowler4            | Anh                  | Liverpool               | 5–1   | Middlesbrough           | 14 tháng 12 năm 1996 | [ 72 ]          |
| Alan Shearer              | Anh                  | Newcastle United        | 4–3   | Leicester City          | 2 tháng 2 năm 1997   | [ 73 ]          |
| Ian Marshall              | Anh                  | Leicester City          | 4–2   | Derby County            | 22 tháng 2 năm 1997  | [ 74 ]          |
| Steffen Iversen           | Na Uy                | Sunderland              | 0–4   | Tottenham Hotspur       | 4 tháng 3 năm 1997   | [ 75 ]          |
| Fabrizio Ravanelli        | Ý                    | Middlesbrough           | 6–1   | Derby County            | 5 tháng 3 năm 1997   | [ 76 ]          |
| Kevin Gallacher           | Scotland             | Blackburn Rovers        | 3–1   | Wimbledon               | 15 tháng 3 năm 1997  | [ 77 ]          |
| Paul Kitson               | Anh                  | West Ham United         | 5–1   | Sheffield Wednesday     | 3 tháng 5 năm 1997   | [ 78 ]          |
| Dion Dublin               | Anh                  | Coventry City           | 3–2   | Chelsea                 | 9 tháng 8 năm 1997   | [ 79 ]          |
| Chris Sutton              | Anh                  | Aston Villa             | 0–4   | Blackburn Rovers        | 13 tháng 8 năm 1997  | [ 80 ]          |
| Gianluca Vialli4 P        | Ý                    | Barnsley                | 0–6   | Chelsea                 | 24 tháng 8 năm 1997  | [ 81 ]          |
| Dennis BergkampD          | Hà Lan               | Arsenal                 | 3–3   | Leicester City          | 27 tháng 8 năm 1997  | [ 82 ]          |
| Ian Wright                | Anh                  | Arsenal                 | 4–1   | Bolton Wanderers        | 13 tháng 9 năm 1997  | [ 83 ]          |
| Patrik Berger             | Cộng hòa Séc         | Liverpool               | 4–2   | Chelsea                 | 5 tháng 10 năm 1997  | [ 84 ]          |
| Andy Cole                 | Anh                  | Manchester United       | 7–0   | Barnsley                | 25 tháng 10 năm 1997 | [ 85 ]          |
| Andy Booth                | Anh                  | Sheffield Wednesday     | 5–0   | Bolton Wanderers        | 8 tháng 11 năm 1997  | [ 86 ]          |
| Gianfranco Zola           | Ý                    | Chelsea                 | 4–0   | Derby County            | 29 tháng 11 năm 1997 | [ 87 ]          |
| Tore André Flo            | Na Uy                | Tottenham Hotspur       | 1–6   | Chelsea                 | 6 tháng 12 năm 1997  | [ 88 ]          |
| Duncan Ferguson           | Scotland             | Everton                 | 3–2   | Bolton Wanderers        | 28 tháng 12 năm 1997 | [ 89 ]          |
| Kevin Gallacher           | Scotland             | Blackburn Rovers        | 5–0   | Aston Villa             | 17 tháng 1 năm 1998  | [ 90 ]          |
| Michael OwenD             | Anh                  | Sheffield Wednesday     | 3–3   | Liverpool               | 14 tháng 2 năm 1998  | [ 91 ]          |
| Chris Sutton              | Anh                  | Blackburn Rovers        | 5–3   | Leicester City          | 28 tháng 2 năm 1998  | [ 92 ]          |
| Darren HuckerbyD          | Anh                  | Leeds United            | 3–3   | Coventry City           | 25 tháng 4 năm 1998  | [ 93 ]          |
| Jürgen Klinsmann4         | Đức                  | Wimbledon               | 2–6   | Tottenham Hotspur       | 2 tháng 5 năm 1998   | [ 94 ]          |
| Clive Mendonca            | Anh                  | Charlton Athletic       | 5–0   | Southampton             | 22 tháng 8 năm 1998  | [ 95 ]          |
| Michael Owen              | Anh                  | Newcastle United        | 1–4   | Liverpool               | 30 tháng 8 năm 1998  | [ 96 ]          |
| Michael Owen4             | Anh                  | Liverpool               | 5–1   | Nottingham Forest       | 24 tháng 10 năm 1998 | [ 97 ]          |
| Dion Dublin               | Anh                  | Southampton             | 1–4   | Aston Villa             | 14 tháng 11 năm 1998 | [ 98 ]          |
| Robbie Fowler             | Anh                  | Aston Villa             | 2–4   | Liverpool               | 21 tháng 11 năm 1998 | [ 99 ]          |
| Chris Armstrong           | Anh                  | Tottenham Hotspur       | 4–1   | Everton                 | 28 tháng 12 năm 1998 | [ 100 ]         |
| Darren Huckerby           | Anh                  | Coventry City           | 4–0   | Nottingham Forest       | 9 tháng 1 năm 1999   | [ 101 ]         |
| Robbie FowlerP            | Anh                  | Liverpool               | 7–1   | Southampton             | 16 tháng 1 năm 1999  | [ 102 ]         |
| Dwight Yorke              | Trinidad và Tobago   | Leicester City          | 2–6   | Manchester United       | 16 tháng 1 năm 1999  | [ 103 ]         |
| Ole Gunnar Solskjær4      | Na Uy                | Nottingham Forest       | 1–8   | Manchester United       | 6 tháng 2 năm 1999   | [ 1 ] [ 104 ]   |
| Nicolas Anelka            | Pháp                 | Arsenal                 | 5–0   | Leicester City          | 20 tháng 2 năm 1999  | [ 105 ]         |
| Kevin Campbell            | Anh                  | Everton                 | 6–0   | West Ham United         | 8 tháng 5 năm 1999   | [ 106 ]         |
| Michael Bridges           | Anh                  | Southampton             | 0–3   | Leeds United            | 11 tháng 8 năm 1999  | [ 107 ]         |
| Andy Cole4                | Anh                  | Manchester United       | 5–1   | Newcastle United        | 30 tháng 8 năm 1999  | [ 108 ]         |
| Kevin Phillips            | Anh                  | Derby County            | 0–5   | Sunderland              | 18 tháng 9 năm 1999  | [ 109 ]         |
| Alan Shearer5             | Anh                  | Newcastle United        | 8–0   | Sheffield Wednesday     | 19 tháng 9 năm 1999  | [ 110 ]         |
| Nwankwo Kanu              | Nigeria              | Chelsea                 | 2–3   | Arsenal                 | 23 tháng 10 năm 1999 | [ 111 ]         |
| Marc Overmars             | Hà Lan               | Arsenal                 | 5–1   | Middlesbrough           | 21 tháng 11 năm 1999 | [ 112 ]         |
| Ole Gunnar Solskjær4 P    | Na Uy                | Manchester United       | 5–1   | Everton                 | 4 tháng 12 năm 1999  | [ 113 ]         |
| Nick Barmby               | Anh                  | West Ham United         | 0–4   | Everton                 | 26 tháng 2 năm 2000  | [ 114 ]         |
| Stan Collymore            | Anh                  | Leicester City          | 5–2   | Sunderland              | 5 tháng 3 năm 2000   | [ 115 ]         |
| Steffen Iversen           | Na Uy                | Tottenham Hotspur       | 7–2   | Southampton             | 11 tháng 3 năm 2000  | [ 116 ]         |
| Dwight Yorke              | Trinidad và Tobago   | Manchester United       | 3–1   | Derby County            | 11 tháng 3 năm 2000  | [ 117 ]         |
| Paul Scholes              | Anh                  | Manchester United       | 7–1   | West Ham United         | 1 tháng 4 năm 2000   | [ 118 ]         |
| Dean WindassD             | Anh                  | Bradford City           | 4–4   | Derby County            | 21 tháng 4 năm 2000  | [ 119 ]         |
| Paulo Wanchope            | Costa Rica           | Manchester City         | 4–2   | Sunderland              | 23 tháng 8 năm 2000  | [ 120 ]         |
| Michael Owen              | Anh                  | Liverpool               | 3–1   | Aston Villa             | 6 tháng 9 năm 2000   | [ 121 ]         |
| Emile HeskeyP             | Anh                  | Derby County            | 0–4   | Liverpool               | 15 tháng 10 năm 2000 | [ 122 ]         |
| Jimmy Floyd Hasselbaink4  | Hà Lan               | Chelsea                 | 6–1   | Coventry City           | 21 tháng 10 năm 2000 | [ 123 ]         |
| Teddy Sheringham          | Anh                  | Manchester United       | 5–0   | Southampton             | 28 tháng 10 năm 2000 | [ 124 ]         |
| Mark Viduka4              | Úc                   | Leeds United            | 4–3   | Liverpool               | 4 tháng 11 năm 2000  | [ 125 ]         |
| Les FerdinandP            | Anh                  | Tottenham Hotspur       | 3–0   | Leicester City          | 25 tháng 11 năm 2000 | [ 126 ]         |
| Ray Parlour               | Anh                  | Arsenal                 | 5–0   | Newcastle United        | 10 tháng 12 năm 2000 | [ 127 ]         |
| Thierry Henry             | Pháp                 | Arsenal                 | 6–1   | Leicester City          | 26 tháng 12 năm 2000 | [ 128 ]         |
| Kevin Phillips            | Anh                  | Bradford City           | 1–4   | Sunderland              | 26 tháng 12 năm 2000 | [ 129 ]         |
| Dwight Yorke              | Trinidad và Tobago   | Manchester United       | 6–1   | Arsenal                 | 25 tháng 2 năm 2001  | [ 130 ]         |
| Sylvain Wiltord           | Pháp                 | Arsenal                 | 3–0   | West Ham United         | 3 tháng 3 năm 2001   | [ 131 ]         |
| Marcus Stewart            | Anh                  | Southampton             | 0–3   | Ipswich Town            | 7 tháng 4 năm 2001   | [ 132 ]         |
| Michael Owen              | Anh                  | Liverpool               | 3–0   | Newcastle United        | 5 tháng 5 năm 2001   | [ 133 ]         |
| Robbie Fowler             | Anh                  | Leicester City          | 1–4   | Liverpool               | 20 tháng 10 năm 2001 | [ 134 ]         |
| Paul KitsonD              | Anh                  | Charlton Athletic       | 4–4   | West Ham United         | 19 tháng 11 năm 2001 | [ 135 ]         |
| Ruud van Nistelrooy       | Hà Lan               | Manchester United       | 6–1   | Southampton             | 22 tháng 12 năm 2001 | [ 136 ]         |
| Robbie Fowler             | Anh                  | Bolton Wanderers        | 0–3   | Leeds United            | 26 tháng 12 năm 2001 | [ 137 ]         |
| Ole Gunnar Solskjær       | Na Uy                | Bolton Wanderers        | 0–4   | Manchester United       | 29 tháng 1 năm 2002  | [ 138 ]         |
| Jimmy Floyd HasselbainkP  | Hà Lan               | Chelsea                 | 4–0   | Tottenham Hotspur       | 13 tháng 3 năm 2002  | [ 139 ]         |
| Fredi Bobic               | Đức                  | Bolton Wanderers        | 4–1   | Ipswich Town            | 6 tháng 4 năm 2002   | [ 140 ]         |
| Michael Owen              | Anh                  | Manchester City         | 0–3   | Liverpool               | 28 tháng 9 năm 2002  | [ 141 ]         |
| James Beattie             | Anh                  | Southampton             | 4–2   | Fulham                  | 27 tháng 10 năm 2002 | [ 142 ]         |
| Ruud van Nistelrooy       | Hà Lan               | Manchester United       | 5–3   | Newcastle United        | 23 tháng 11 năm 2002 | [ 143 ]         |
| Robbie Keane              | Ireland              | Tottenham Hotspur       | 4–3   | Everton                 | 12 tháng 1 năm 2003  | [ 144 ]         |
| Thierry HenryP            | Pháp                 | Arsenal                 | 3–1   | West Ham United         | 19 tháng 1 năm 2003  | [ 145 ]         |
| Ruud van Nistelrooy       | Hà Lan               | Manchester United       | 3–0   | Fulham                  | 22 tháng 3 năm 2003  | [ 146 ]         |
| Mark Viduka               | Úc                   | Charlton Athletic       | 1–6   | Leeds United            | 5 tháng 4 năm 2003   | [ 147 ]         |
| Paul Scholes              | Anh                  | Newcastle United        | 2–6   | Manchester United       | 12 tháng 4 năm 2003  | [ 148 ]         |
| Michael Owen4             | Anh                  | West Bromwich Albion    | 0–6   | Liverpool               | 26 tháng 4 năm 2003  | [ 149 ]         |
| Ruud van Nistelrooy       | Hà Lan               | Manchester United       | 4–1   | Charlton Athletic       | 3 tháng 5 năm 2003   | [ 150 ]         |
| Jermaine Pennant          | Anh                  | Arsenal                 | 6–1   | Southampton             | 7 tháng 5 năm 2003   | [ 151 ]         |
| Robert Pires              | Pháp                 | Arsenal                 | 6–1   | Southampton             | 7 tháng 5 năm 2003   | [ 151 ]         |
| Freddie Ljungberg         | Thụy Điển            | Sunderland              | 0–4   | Arsenal                 | 11 tháng 5 năm 2003  | [ 152 ]         |
| Teddy Sheringham          | Anh                  | Portsmouth              | 4–0   | Bolton Wanderers        | 26 tháng 8 năm 2003  | [ 153 ]         |
| Nicolas Anelka            | Pháp                 | Manchester City         | 4–1   | Aston Villa             | 14 tháng 9 năm 2003  | [ 154 ]         |
| Ruud van Nistelrooy       | Hà Lan               | Leicester City          | 1–4   | Manchester United       | 27 tháng 9 năm 2003  | [ 155 ]         |
| Kevin Lisbie              | Jamaica              | Charlton Athletic       | 3–2   | Liverpool               | 28 tháng 9 năm 2003  | [ 156 ]         |
| Steve Watson              | Anh                  | Everton                 | 4–0   | Leeds United            | 28 tháng 9 năm 2003  | [ 157 ]         |
| Robbie Keane              | Ireland              | Tottenham Hotspur       | 5–2   | Wolverhampton Wanderers | 6 tháng 12 năm 2003  | [ 158 ]         |
| Jimmy Floyd Hasselbaink   | Hà Lan               | Chelsea                 | 5–2   | Wolverhampton Wanderers | 27 tháng 3 năm 2004  | [ 159 ] [ 160 ] |
| Thierry Henry             | Pháp                 | Arsenal                 | 4–2   | Liverpool               | 9 tháng 4 năm 2004   | [ 161 ]         |
| Thierry Henry4            | Pháp                 | Arsenal                 | 5–0   | Leeds United            | 16 tháng 4 năm 2004  | [ 162 ]         |
| Yakubu4                   | Nigeria              | Portsmouth              | 5–1   | Middlesbrough           | 15 tháng 5 năm 2004  | [ 163 ]         |
| Yakubu                    | Nigeria              | Portsmouth              | 4–3   | Fulham                  | 30 tháng 8 năm 2004  | [ 164 ]         |
| Jimmy Floyd Hasselbaink   | Hà Lan               | Blackburn Rovers        | 0–4   | Middlesbrough           | 16 tháng 10 năm 2004 | [ 165 ]         |
| Eiður Guðjohnsen          | Iceland              | Chelsea                 | 4–0   | Blackburn Rovers        | 23 tháng 10 năm 2004 | [ 166 ]         |
| Milan Baroš               | Cộng hòa Séc         | Liverpool               | 3–2   | Crystal Palace          | 13 tháng 11 năm 2004 | [ 167 ]         |
| Jermain Defoe             | Anh                  | Tottenham Hotspur       | 5–1   | Southampton             | 18 tháng 12 năm 2004 | [ 168 ]         |
| Thierry Henry             | Pháp                 | Arsenal                 | 3–0   | Portsmouth              | 5 tháng 3 năm 2005   | [ 169 ]         |
| Robert Earnshaw           | Wales                | Charlton Athletic       | 1–4   | West Bromwich Albion    | 19 tháng 3 năm 2005  | [ 159 ] [ 170 ] |
| Thierry Henry             | Pháp                 | Arsenal                 | 4–1   | Norwich City            | 2 tháng 4 năm 2005   | [ 171 ]         |
| Marlon Harewood           | Anh                  | West Ham United         | 4–0   | Aston Villa             | 12 tháng 9 năm 2005  | [ 172 ]         |
| Henri Camara              | Sénégal              | Wigan Athletic          | 3–0   | Charlton Athletic       | 16 tháng 12 năm 2005 | [ 173 ]         |
| Michael Owen              | Anh                  | West Ham United         | 2–4   | Newcastle United        | 17 tháng 12 năm 2005 | [ 174 ]         |
| Thierry Henry             | Pháp                 | Arsenal                 | 7–0   | Middlesbrough           | 14 tháng 1 năm 2006  | [ 175 ]         |
| David Bentley             | Anh                  | Blackburn Rovers        | 4–3   | Manchester United       | 1 tháng 2 năm 2006   | [ 176 ]         |
| Luke Moore                | Anh                  | Middlesbrough           | 0–4   | Aston Villa             | 4 tháng 2 năm 2006   | [ 177 ]         |
| Thierry Henry             | Pháp                 | Arsenal                 | 4–2   | Wigan Athletic          | 7 tháng 5 năm 2006   | [ 178 ]         |
| Wayne Rooney              | Anh                  | Bolton Wanderers        | 0–4   | Manchester United       | 28 tháng 10 năm 2006 | [ 179 ]         |
| Didier Drogba             | Bờ Biển Ngà          | Chelsea                 | 4–0   | Watford                 | 11 tháng 11 năm 2006 | [ 180 ]         |
| Peter CrouchP             | Anh                  | Liverpool               | 4–1   | Arsenal                 | 31 tháng 3 năm 2007  | [ 181 ]         |
| Emmanuel Adebayor         | Togo                 | Arsenal                 | 5–0   | Derby County            | 22 tháng 9 năm 2007  | [ 182 ]         |
| Benjani Mwaruwari         | Zimbabwe             | Portsmouth              | 7–4   | Reading                 | 29 tháng 9 năm 2007  | [ 183 ]         |
| YakubuP                   | Nigeria              | Everton                 | 3–0   | Fulham                  | 8 tháng 12 năm 2007  | [ 184 ]         |
| Roque Santa CruzL         | Paraguay             | Wigan Athletic          | 5–3   | Blackburn Rovers        | 15 tháng 12 năm 2007 | [ 185 ]         |
| Marcus Bent               | Anh                  | Wigan Athletic          | 5–3   | Blackburn Rovers        | 15 tháng 12 năm 2007 | [ 186 ]         |
| Dimitar Berbatov4         | Bulgaria             | Tottenham Hotspur       | 6–4   | Reading                 | 29 tháng 12 năm 2007 | [ 187 ]         |
| Cristiano Ronaldo         | Bồ Đào Nha           | Manchester United       | 6–0   | Newcastle United        | 12 tháng 1 năm 2008  | [ 188 ]         |
| Benjani Mwaruwari         | Zimbabwe             | Portsmouth              | 3–1   | Derby County            | 19 tháng 1 năm 2008  | [ 189 ]         |
| John Carew                | Na Uy                | Aston Villa             | 4–1   | Newcastle United        | 9 tháng 2 năm 2008   | [ 190 ]         |
| Fernando Torres           | Tây Ban Nha          | Liverpool               | 3–2   | Middlesbrough           | 23 tháng 2 năm 2008  | [ 191 ]         |
| Mikael ForssellP          | Phần Lan             | Birmingham City         | 4–1   | Tottenham Hotspur       | 1 tháng 3 năm 2008   | [ 192 ]         |
| Fernando Torres           | Tây Ban Nha          | Liverpool               | 4–0   | West Ham United         | 5 tháng 3 năm 2008   | [ 193 ]         |
| Frank Lampard4            | Anh                  | Chelsea                 | 6–1   | Derby County            | 12 tháng 3 năm 2008  | [ 194 ]         |
| Emmanuel Adebayor         | Togo                 | Derby County            | 2–6   | Arsenal                 | 28 tháng 4 năm 2008  | [ 159 ] [ 195 ] |
| Afonso Alves              | Brasil               | Middlesbrough           | 8–1   | Manchester City         | 11 tháng 5 năm 2008  | [ 196 ]         |
| Gabriel AgbonlahorP       | Anh                  | Aston Villa             | 4–2   | Manchester City         | 17 tháng 8 năm 2008  | [ 197 ]         |
| Emmanuel AdebayorP        | Togo                 | Blackburn Rovers        | 0–4   | Arsenal                 | 13 tháng 9 năm 2008  | [ 198 ]         |
| Robinho                   | Brasil               | Manchester City         | 3–0   | Stoke City              | 26 tháng 10 năm 2008 | [ 199 ]         |
| Nicolas Anelka            | Pháp                 | Chelsea                 | 5–0   | Sunderland              | 1 tháng 11 năm 2008  | [ 200 ]         |
| Steven Gerrard            | Anh                  | Liverpool               | 5–0   | Aston Villa             | 22 tháng 3 năm 2009  | [ 201 ]         |
| Andrei Arshavin4 D        | Nga                  | Liverpool               | 4–4   | Arsenal                 | 21 tháng 4 năm 2009  | [ 202 ]         |
| Jermain Defoe             | Anh                  | Hull City               | 1–5   | Tottenham Hotspur       | 19 tháng 8 năm 2009  | [ 203 ]         |
| Yossi Benayoun            | Israel               | Liverpool               | 4–0   | Burnley                 | 12 tháng 9 năm 2009  | [ 204 ]         |
| Fernando Torres           | Tây Ban Nha          | Liverpool               | 6–1   | Hull City               | 26 tháng 9 năm 2009  | [ 205 ]         |
| Robbie Keane4             | Ireland              | Tottenham Hotspur       | 5–0   | Burnley                 | 26 tháng 9 năm 2009  | [ 206 ]         |
| Aruna Dindane             | Bờ Biển Ngà          | Portsmouth              | 4–0   | Wigan Athletic          | 31 tháng 10 năm 2009 | [ 207 ]         |
| Jermain Defoe5            | Anh                  | Tottenham Hotspur       | 9–1   | Wigan Athletic          | 22 tháng 11 năm 2009 | [ 208 ]         |
| Wayne Rooney              | Anh                  | Portsmouth              | 1–4   | Manchester United       | 28 tháng 11 năm 2009 | [ 209 ]         |
| Carlos Tevez              | Argentina            | Manchester City         | 4–1   | Blackburn Rovers        | 11 tháng 1 năm 2010  | [ 210 ]         |
| Wayne Rooney4             | Anh                  | Manchester United       | 4–0   | Hull City               | 23 tháng 1 năm 2010  | [ 211 ]         |
| Darren Bent               | Anh                  | Sunderland              | 4–0   | Bolton Wanderers        | 9 tháng 3 năm 2010   | [ 212 ]         |
| Frank Lampard4            | Anh                  | Chelsea                 | 7–1   | Aston Villa             | 27 tháng 3 năm 2010  | [ 213 ]         |
| Carlos Tevez              | Argentina            | Manchester City         | 3–0   | Wigan Athletic          | 29 tháng 3 năm 2010  | [ 214 ]         |
| Salomon KalouP            | Bờ Biển Ngà          | Chelsea                 | 7–0   | Stoke City              | 25 tháng 4 năm 2010  | [ 215 ]         |
| Didier DrogbaP            | Bờ Biển Ngà          | Chelsea                 | 8–0   | Wigan Athletic          | 9 tháng 5 năm 2010   | [ 216 ]         |
| Didier Drogba             | Bờ Biển Ngà          | Chelsea                 | 6–0   | West Bromwich Albion    | 14 tháng 8 năm 2010  | [ 217 ]         |
| Theo Walcott              | England              | Arsenal                 | 6–0   | Blackpool               | 21 tháng 8 năm 2010  | [ 218 ]         |
| Andy Carroll              | England              | Newcastle United        | 6–0   | Aston Villa             | 22 tháng 8 năm 2010  | [ 219 ]         |
| Dimitar Berbatov          | Bulgaria             | Manchester United       | 3–2   | Liverpool               | 19 tháng 9 năm 2010  | [ 220 ]         |
| Kevin Nolan               | Anh                  | Newcastle United        | 5–1   | Sunderland              | 31 tháng 10 năm 2010 | [ 221 ]         |
| Dimitar Berbatov5         | Bulgaria             | Manchester United       | 7–1   | Blackburn Rovers        | 27 tháng 11 năm 2010 | [ 222 ]         |
| Mario Balotelli           | Ý                    | Manchester City         | 4–0   | Aston Villa             | 28 tháng 12 năm 2010 | [ 223 ]         |
| Leon Best                 | Ireland              | Newcastle United        | 5–0   | West Ham United         | 5 tháng 1 năm 2011   | [ 224 ]         |
| Dimitar Berbatov          | Bulgaria             | Manchester United       | 5–0   | Birmingham City         | 22 tháng 1 năm 2011  | [ 225 ]         |
| Robin van Persie          | Hà Lan               | Arsenal                 | 3–0   | Wigan Athletic          | 22 tháng 1 năm 2011  | [ 226 ]         |
| Carlos Tevez              | Argentina            | Manchester City         | 3–0   | West Bromwich Albion    | 5 tháng 2 năm 2011   | [ 227 ]         |
| Louis Saha4 P             | Pháp                 | Everton                 | 5–3   | Blackpool               | 5 tháng 2 năm 2011   | [ 228 ]         |
| Dirk Kuyt                 | Hà Lan               | Liverpool               | 3–1   | Manchester United       | 6 tháng 3 năm 2011   | [ 229 ]         |
| Wayne Rooney              | Anh                  | West Ham United         | 2–4   | Manchester United       | 2 tháng 4 năm 2011   | [ 230 ]         |
| Maxi Rodríguez            | Argentina            | Liverpool               | 5–0   | Birmingham City         | 23 tháng 4 năm 2011  | [ 231 ]         |
| Maxi Rodríguez            | Argentina            | Fulham                  | 2–5   | Liverpool               | 9 tháng 5 năm 2011   | [ 232 ]         |
| Somen TchoyiD             | Cameroon             | Newcastle United        | 3–3   | West Bromwich Albion    | 22 tháng 5 năm 2011  | [ 233 ]         |
| Edin Džeko4 P             | Bosna và Hercegovina | Tottenham Hotspur       | 1–5   | Manchester City         | 28 tháng 8 năm 2011  | [ 234 ]         |
| Wayne Rooney              | Anh                  | Manchester United       | 8–2   | Arsenal                 | 28 tháng 8 năm 2011  | [ 235 ]         |
| Sergio Agüero             | Argentina            | Manchester City         | 3–0   | Wigan Athletic          | 10 tháng 9 năm 2011  | [ 236 ]         |
| Wayne Rooney              | Anh                  | Bolton Wanderers        | 0–5   | Manchester United       | 10 tháng 9 năm 2011  | [ 237 ]         |
| Demba Ba                  | Sénégal              | Newcastle United        | 3–1   | Blackburn Rovers        | 23 tháng 9 năm 2011  | [ 238 ]         |
| Frank Lampard             | Anh                  | Bolton Wanderers        | 1–5   | Chelsea                 | 2 tháng 10 năm 2011  | [ 239 ]         |
| Andrew Johnson            | Anh                  | Fulham                  | 6–0   | Queens Park Rangers     | 2 tháng 10 năm 2011  | [ 240 ]         |
| Robin van Persie          | Hà Lan               | Chelsea                 | 3–5   | Arsenal                 | 29 tháng 10 năm 2011 | [ 241 ]         |
| Demba BaP                 | Sénégal              | Stoke City              | 1–3   | Newcastle United        | 31 tháng 10 năm 2011 | [ 242 ]         |
| Yakubu4 P                 | Nigeria              | Blackburn Rovers        | 4–2   | Swansea City            | 3 tháng 12 năm 2011  | [ 243 ]         |
| Dimitar Berbatov          | Bulgaria             | Manchester United       | 5–0   | Wigan Athletic          | 26 tháng 12 năm 2011 | [ 244 ]         |
| Clint Dempsey             | Hoa Kỳ               | Fulham                  | 5–2   | Newcastle United        | 20 tháng 1 năm 2012  | [ 245 ]         |
| Robin van Persie          | Hà Lan               | Arsenal                 | 7–1   | Blackburn Rovers        | 4 tháng 2 năm 2012   | [ 246 ]         |
| Peter Odemwingie          | Nigeria              | Wolverhampton Wanderers | 1–5   | West Bromwich Albion    | 12 tháng 2 năm 2012  | [ 247 ]         |
| Pavel PogrebnyakP         | Nga                  | Fulham                  | 5–0   | Wolverhampton Wanderers | 4 tháng 3 năm 2012   | [ 248 ]         |
| Steven Gerrard            | Anh                  | Liverpool               | 3–0   | Everton                 | 13 tháng 3 năm 2012  | [ 249 ]         |
| Carlos Tevez              | Argentina            | Norwich City            | 1–6   | Manchester City         | 14 tháng 4 năm 2012  | [ 250 ]         |
| Luis Suárez               | Uruguay              | Norwich City            | 0–3   | Liverpool               | 28 tháng 4 năm 2012  | [ 251 ]         |
| Fernando Torres           | Tây Ban Nha          | Chelsea                 | 6–1   | Queens Park Rangers     | 29 tháng 4 năm 2012  | [ 252 ]         |
| Robin van Persie          | Hà Lan               | Southampton             | 2–3   | Manchester United       | 2 tháng 9 năm 2012   | [ 253 ]         |
| Luis Suárez               | Uruguay              | Norwich City            | 2–5   | Liverpool               | 29 tháng 9 năm 2012  | [ 254 ]         |
| Jordi GómezP              | Tây Ban Nha          | Wigan Athletic          | 3–2   | Reading                 | 24 tháng 11 năm 2012 | [ 255 ]         |
| Santi Cazorla             | Tây Ban Nha          | Reading                 | 2–5   | Arsenal                 | 17 tháng 12 năm 2012 | [ 256 ]         |
| Gareth Bale               | Wales                | Aston Villa             | 0–4   | Tottenham Hotspur       | 26 tháng 12 năm 2012 | [ 257 ]         |
| Theo Walcott              | Anh                  | Arsenal                 | 7–3   | Newcastle United        | 29 tháng 12 năm 2012 | [ 258 ]         |
| Shinji Kagawa             | Nhật Bản             | Manchester United       | 4–0   | Norwich City            | 2 tháng 3 năm 2013   | [ 259 ]         |
| Luis Suárez               | Uruguay              | Wigan Athletic          | 0–4   | Liverpool               | 2 tháng 3 năm 2013   | [ 260 ]         |
| Robin van Persie          | Hà Lan               | Manchester United       | 3–0   | Aston Villa             | 22 tháng 4 năm 2013  | [ 261 ]         |
| Christian Benteke         | Bỉ                   | Aston Villa             | 6–1   | Sunderland              | 29 tháng 4 năm 2013  | [ 262 ]         |
| Daniel Sturridge          | Anh                  | Fulham                  | 1–3   | Liverpool               | 12 tháng 5 năm 2013  | [ 263 ]         |
| Kevin NolanP              | Anh                  | West Ham United         | 4–2   | Reading                 | 19 tháng 5 năm 2013  | [ 264 ]         |
| Romelu LukakuD P          | Bỉ                   | West Bromwich Albion    | 5–5   | Manchester United       | 19 tháng 5 năm 2013  | [ 159 ]         |
| Luis Suárez               | Uruguay              | Liverpool               | 4–1   | West Bromwich Albion    | 26 tháng 10 năm 2013 | [ 265 ]         |
| Luis Suárez4              | Uruguay              | Liverpool               | 5–1   | Norwich City            | 4 tháng 12 năm 2013  | [ 266 ]         |
| Adam Johnson              | Anh                  | Fulham                  | 1–4   | Sunderland              | 11 tháng 1 năm 2014  | [ 267 ]         |
| Samuel Eto'o              | Cameroon             | Chelsea                 | 3–1   | Manchester United       | 19 tháng 1 năm 2014  | [ 268 ]         |
| Eden Hazard               | Bỉ                   | Chelsea                 | 3–0   | Newcastle United        | 8 tháng 2 năm 2014   | [ 269 ]         |
| André Schürrle            | Đức                  | Fulham                  | 1–3   | Chelsea                 | 1 tháng 3 năm 2014   | [ 270 ]         |
| Yaya Touré                | Bờ Biển Ngà          | Manchester City         | 5–0   | Fulham                  | 22 tháng 3 năm 2014  | [ 271 ]         |
| Luis Suárez               | Uruguay              | Cardiff City            | 3–6   | Liverpool               | 22 tháng 3 năm 2014  | [ 272 ]         |
| Diego Costa               | Tây Ban Nha          | Chelsea                 | 4–2   | Swansea City            | 13 tháng 9 năm 2014  | [ 273 ]         |
| Sergio Agüero4            | Argentina            | Manchester City         | 4–1   | Tottenham Hotspur       | 18 tháng 10 năm 2014 | [ 274 ]         |
| Charlie Austin            | Anh                  | Queens Park Rangers     | 3–2   | West Bromwich Albion    | 20 tháng 12 năm 2014 | [ 275 ]         |
| Jonathan WaltersP         | Ireland              | Stoke City              | 3–1   | Queens Park Rangers     | 31 tháng 1 năm 2015  | [ 276 ]         |
| Harry Kane                | Anh                  | Tottenham Hotspur       | 4–3   | Leicester City          | 21 tháng 3 năm 2015  | [ 277 ]         |
| Christian BentekeD        | Bỉ                   | Aston Villa             | 3–3   | Queens Park Rangers     | 7 tháng 4 năm 2015   | [ 278 ]         |
| Yannick Bolasie           | DR Congo             | Sunderland              | 1–4   | Crystal Palace          | 11 tháng 4 năm 2015  | [ 279 ]         |
| Sergio Agüero             | Argentina            | Manchester City         | 6–0   | Queens Park Rangers     | 10 tháng 5 năm 2015  | [ 280 ]         |
| Sadio Mané                | Senegal              | Southampton             | 6–1   | Aston Villa             | 16 tháng 5 năm 2015  | [ 281 ]         |
| Theo Walcott              | Anh                  | Arsenal                 | 4–1   | West Bromwich Albion    | 24 tháng 5 năm 2015  | [ 282 ]         |
| Callum Wilson             | Anh                  | West Ham United         | 3–4   | Bournemouth             | 22 tháng 8 năm 2015  | [ 283 ]         |
| Steven Naismith P         | Scotland             | Everton                 | 3–1   | Chelsea                 | 12 tháng 9 năm 2015  | [ 284 ]         |
| Alexis Sánchez            | Chile                | Leicester City          | 2–5   | Arsenal                 | 26 tháng 9 năm 2015  | [ 285 ]         |
| Sergio Agüero5            | Argentina            | Manchester City         | 6–1   | Newcastle United        | 3 tháng 10 năm 2015  | [ 286 ]         |
| Raheem Sterling           | Anh                  | Manchester City         | 5–1   | Bournemouth             | 17 tháng 10 năm 2015 | [ 287 ]         |
| Georginio Wijnaldum4      | Hà Lan               | Newcastle United        | 6–2   | Norwich City            | 18 tháng 10 năm 2015 | [ 288 ]         |
| Harry Kane                | Anh                  | Bournemouth             | 1–5   | Tottenham Hotspur       | 25 tháng 10 năm 2015 | [ 289 ]         |
| Arouna Koné               | Ivory Coast          | Everton                 | 6–2   | Sunderland              | 1 tháng 11 năm 2015  | [ 290 ]         |
| Riyad MahrezP             | Algeria              | Swansea City            | 0–3   | Leicester City          | 5 tháng 12 năm 2015  | [ 291 ]         |
| Jermain Defoe             | Anh                  | Swansea City            | 2–4   | Sunderland              | 13 tháng 1 năm 2016  | [ 292 ]         |
| Andy CarrollD             | Anh                  | West Ham United         | 3–3   | Arsenal                 | 9 tháng 4 năm 2016   | [ 293 ]         |
| Sergio Agüero             | Argentina            | Chelsea                 | 0–3   | Manchester City         | 16 tháng 4 năm 2016  | [ 294 ]         |
| Sadio Mané                | Senegal              | Southampton             | 4–2   | Manchester City         | 1 tháng 5 năm 2016   | [ 295 ]         |
| Olivier Giroud            | France               | Arsenal                 | 4–0   | Aston Villa             | 15 tháng 5 năm 2016  | [ 296 ]         |
| Romelu Lukaku             | Bỉ                   | Sunderland              | 0–3   | Everton                 | 12 tháng 9 năm 2016  | [ 297 ]         |
| Alexis Sánchez            | Chile                | West Ham United         | 1–5   | Arsenal                 | 3 tháng 12 năm 2016  | [ 298 ]         |
| Jamie Vardy               | Anh                  | Leicester City          | 4–2   | Manchester City         | 10 tháng 12 năm 2016 | [ 299 ]         |
| Salomón Rondón            | Venezuela            | West Bromwich Albion    | 3–1   | Swansea City            | 14 tháng 12 năm 2016 | [ 300 ]         |
| Andre Gray                | Anh                  | Burnley                 | 4–1   | Sunderland              | 31 tháng 12 năm 2016 | [ 301 ]         |
| Harry Kane                | Anh                  | Tottenham Hotspur       | 4–0   | West Bromwich Albion    | 14 tháng 1 năm 2017  | [ 302 ]         |
| Romelu Lukaku4            | Bỉ                   | Everton                 | 6–3   | Bournemouth             | 4 tháng 2 năm 2017   | [ 303 ]         |
| Harry Kane                | Anh                  | Tottenham Hotspur       | 4–0   | Stoke City              | 26 tháng 2 năm 2017  | [ 304 ]         |
| Joshua King               | Na Uy                | Bournemouth             | 3–2   | West Ham United         | 11 tháng 3 năm 2017  | [ 305 ]         |
| Harry Kane4               | Anh                  | Leicester City          | 1–6   | Tottenham Hotspur       | 18 tháng 5 năm 2017  | [ 306 ]         |
| Harry Kane                | Anh                  | Hull City               | 1–7   | Tottenham Hotspur       | 21 tháng 5 năm 2017  | [ 307 ]         |
| Sergio Agüero             | Argentina            | Watford                 | 0–6   | Manchester City         | 16 tháng 9 năm 2017  | [ 308 ]         |
| Álvaro Morata             | Spain                | Stoke City              | 0–4   | Chelsea                 | 23 tháng 9 năm 2017  | [ 309 ]         |
| Callum Wilson             | Anh                  | Bournemouth             | 4–0   | Huddersfield Town       | 18 tháng 11 năm 2017 | [ 310 ]         |
| Wayne Rooney              | Anh                  | Everton                 | 4–0   | West Ham United         | 29 tháng 11 năm 2017 | [ 311 ]         |
| Harry Kane                | Anh                  | Burnley                 | 0–3   | Tottenham Hotspur       | 23 tháng 12 năm 2017 | [ 312 ]         |
| Harry Kane                | Anh                  | Tottenham Hotspur       | 5–2   | Southampton             | 26 tháng 12 năm 2017 | [ 313 ]         |
| Sergio AgüeroP            | Anh                  | Manchester City         | 3–1   | Newcastle United        | 20 tháng 1 năm 2018  | [ 314 ]         |
| Aaron Ramsey              | Wales                | Arsenal                 | 5–1   | Everton                 | 3 tháng 2 năm 2018   | [ 315 ]         |
| Sergio Agüero4            | Argentina            | Manchester City         | 5–1   | Leicester City          | 10 tháng 2 năm 2018  | [ 316 ]         |
| Mohamed Salah4            | Ai Cập               | Liverpool               | 5–0   | Watford                 | 17 tháng 3 năm 2018  | [ 317 ]         |
| Sergio Agüero             | Argentina            | Manchester City         | 6–1   | Huddersfield Town       | 19 tháng 8 năm 2018  | [ 318 ]         |
| Eden Hazard               | Bỉ                   | Chelsea                 | 4–1   | Cardiff City            | 15 tháng 9 năm 2018  | [ 319 ]         |
| Mohamed Salah             | Ai Cập               | Bournemouth             | 0–4   | Liverpool               | 8 tháng 12 năm 2018  | [ 320 ]         |
| Roberto Firmino           | Brasil               | Liverpool               | 5–1   | Arsenal                 | 29 tháng 12 năm 2018 | [ 321 ]         |
| Diogo Jota                | Bồ Đào Nha           | Wolverhampton Wanderers | 4–3   | Leicester City          | 19 tháng 1 năm 2019  | [ 322 ]         |
| Sergio Agüero             | Argentina            | Manchester City         | 3–1   | Arsenal                 | 3 tháng 2 năm 2019   | [ 323 ]         |
| Sergio Agüero             | Argentina            | Manchester City         | 6–0   | Chelsea                 | 10 tháng 2 năm 2019  | [ 324 ]         |
| Gerard Deulofeu           | Tây Ban Nha          | Cardiff City            | 1–5   | Watford                 | 22 tháng 2 năm 2019  | [ 325 ]         |
| Raheem Sterling           | Anh                  | Manchester City         | 3–1   | Watford                 | 9 tháng 3 năm 2019   | [ 326 ]         |
| Lucas Moura               | Brasil               | Tottenham Hotspur       | 4–0   | Huddersfield Town       | 13 tháng 4 năm 2019  | [ 327 ]         |
| Ayoze Pérez               | Tây Ban Nha          | Newcastle United        | 3–1   | Southampton             | 20 tháng 4 năm 2019  | [ 328 ]         |
| Raheem Sterling           | Anh                  | West Ham United         | 0–5   | Manchester City         | 10 tháng 8 năm 2019  | [ 329 ]         |
| Teemu Pukki               | Phần Lan             | Norwich City            | 3–1   | Newcastle United        | 17 tháng 8 năm 2019  | [ 330 ]         |
| Tammy Abraham             | Anh                  | Wolverhampton Wanderers | 2–5   | Chelsea                 | 14 tháng 9 năm 2019  | [ 331 ]         |
| Bernardo Silva            | Bồ Đào Nha           | Manchester City         | 8–0   | Watford                 | 21 tháng 9 năm 2019  | [ 332 ]         |
| Ayoze Pérez               | Tây Ban Nha          | Southampton             | 0–9   | Leicester City          | 25 tháng 10 năm 2019 | [ 333 ]         |
| Jamie Vardy               | Anh                  | Southampton             | 0–9   | Leicester City          | 25 tháng 10 năm 2019 | [ 333 ]         |
| Christian PulisicP        | Hoa Kỳ               | Burnley                 | 2–4   | Chelsea                 | 26 tháng 10 năm 2019 | [ 334 ]         |
| Sergio Agüero             | Argentina            | Aston Villa             | 1–6   | Manchester City         | 12 tháng 1 năm 2020  | [ 335 ]         |
| Anthony Martial           | Pháp                 | Manchester United       | 3–0   | Sheffield United        | 24 tháng 6 năm 2020  | [ 336 ]         |
| Michail Antonio4          | Anh                  | Norwich City            | 0–4   | West Ham United         | 11 tháng 7 năm 2020  | [ 337 ]         |
| Raheem Sterling           | Anh                  | Brighton & Hove Albion  | 0–5   | Manchester City         | 11 tháng 7 năm 2020  | [ 338 ]         |
| Mohamed Salah             | Ai Cập               | Liverpool               | 4–3   | Leeds United            | 12 tháng 9 năm 2020  | [ 339 ]         |
| Dominic Calvert-Lewin     | Anh                  | Everton                 | 5–2   | West Bromwich Albion    | 19 tháng 9 năm 2020  | [ 340 ]         |
| Son Heung-min4            | Hàn Quốc             | Southampton             | 2–5   | Tottenham Hotspur       | 20 tháng 9 năm 2020  | [ 341 ]         |
| Jamie Vardy               | Anh                  | Manchester City         | 2–5   | Leicester City          | 27 tháng 9 năm 2020  | [ 342 ]         |
| Ollie WatkinsP            | Anh                  | Aston Villa             | 7–2   | Liverpool               | 4 tháng 10 năm 2020  | [ 343 ]         |
| Patrick Bamford           | Anh                  | Aston Villa             | 0–3   | Leeds United            | 23 tháng 10 năm 2020 | [ 344 ]         |
| Riyad Mahrez              | Algérie              | Manchester City         | 5–0   | Burnley                 | 28 tháng 11 năm 2020 | [ 345 ]         |
| Pierre-Emerick Aubameyang | Gabon                | Arsenal                 | 4–2   | Leeds United            | 14 tháng 2 năm 2021  | [ 346 ]         |
| Kelechi Iheanacho         | Nigeria              | Leicester City          | 5–0   | Sheffield United        | 14 tháng 3 năm 2021  | [ 347 ]         |
| Chris Wood                | New Zealand          | Wolverhampton Wanderers | 0–4   | Burnley                 | 25 tháng 4 năm 2021  | [ 348 ]         |
| Gareth Bale (2)           | Wales                | Tottenham Hotspur       | 4–0   | Sheffield United        | 2 tháng 5 năm 2021   | [ 349 ]         |
| Ferran Torres             | Tây Ban Nha          | Newcastle United        | 3–4   | Manchester City         | 14 tháng 5 năm 2021  | [ 350 ]         |
| Bruno Fernandes           | Bồ Đào Nha           | Manchester United       | 5–1   | Leeds United            | 14 tháng 8 năm 2021  | [ 351 ]         |
| Roberto Firmino (2)       | Brasil               | Watford                 | 0–5   | Liverpool               | 16 tháng 10 năm 2021 | [ 352 ]         |
| Mason Mount               | Anh                  | Chelsea                 | 7–0   | Norwich City            | 23 tháng 10 năm 2021 | [ 353 ]         |
| Joshua King (2)           | Na Uy                | Everton                 | 2–5   | Watford                 | 23 tháng 10 năm 2021 | [ 354 ]         |
| Mohamed Salah (4)         | Ai Cập               | Manchester United       | 0–5   | Liverpool               | 24 tháng 10 năm 2021 | [ 355 ]         |
| Jack Harrison             | Anh                  | West Ham United         | 2–3   | Leeds United            | 16 tháng 1 năm 2022  | [ 356 ]         |
| Raheem SterlingP (5)      | Anh                  | Norwich City            | 0–4   | Manchester City         | 12 tháng 2 năm 2022  | [ 357 ]         |
| Ivan Toney (1)            | Anh                  | Norwich City            | 1–3   | Brentford               | 5 tháng 3 năm 2022   | [ 358 ]         |
| Cristiano Ronaldo (2)     | Bồ Đào Nha           | Manchester United       | 3–2   | Tottenham Hotspur       | 12 tháng 3 năm 2022  | [ 359 ]         |
| Son Heung-min (2)         | Hàn Quốc             | Aston Villa             | 0–4   | Tottenham Hotspur       | 9 tháng 4 năm 2022   | [ 360 ]         |
| Cristiano Ronaldo (3)     | Bồ Đào Nha           | Manchester United       | 3–2   | Norwich City            | 16 tháng 4 năm 2022  | [ 361 ]         |
| Gabriel Jesus4            | Brasil               | Manchester City         | 5–1   | Watford                 | 23 tháng 4 năm 2022  | [ 362 ]         |
| Kevin De Bruyne4          | Bỉ                   | Wolverhampton Wanderers | 1–5   | Manchester City         | 11 tháng 5 năm 2022  | [ 363 ]         |
| Erling Haaland (1)        | Na Uy                | Manchester City         | 4–2   | Crystal Palace          | 27 tháng 8 năm 2022  | [ 364 ]         |
| Erling HaalandP (2)       | Na Uy                | Manchester City         | 6–0   | Nottingham Forest       | 31 tháng 8 năm 2022  | [ 365 ]         |
| Ivan Toney (2)            | Anh                  | Brentford               | 5–2   | Leeds United            | 3 tháng 9 năm 2022   | [ 366 ]         |
| Son Heung-min (3)         | Hàn Quốc             | Tottenham Hotspur       | 6–2   | Leicester City          | 17 tháng 9 năm 2022  | [ 367 ]         |
| Leandro TrossardD         | Bỉ                   | Liverpool               | 3–3   | Brighton & Hove Albion  | 1 tháng 10 năm 2022  | [ 368 ]         |
| Erling Haaland (3)        | Na Uy                | Manchester City         | 6–3   | Manchester United       | 2 tháng 10 năm 2022  | [ 369 ]         |
| Phil Foden                | Anh                  | Manchester City         | 6–3   | Manchester United       | 2 tháng 10 năm 2022  | [ 369 ]         |
| Erling Haaland (4)        | Na Uy                | Manchester City         | 3–0   | Wolverhampton Wanderers | 22 tháng 1 năm 2023  | [ 370 ]         |
| Son Heung-min (4)         | Hàn Quốc             | Burnley                 | 2–5   | Tottenham Hotspur       | 2 tháng 9 năm 2023   | [ 371 ]         |
| Erling Haaland (5)        | Na Uy                | Manchester City         | 5–1   | Fulham                  | 2 tháng 9 năm 2023   | [ 372 ]         |
| Evan Ferguson             | Ireland              | Brighton & Hove Albion  | 3–1   | Newcastle United        | 2 tháng 9 năm 2023   | [ 373 ]         |
| Ollie Watkins (2)         | Anh                  | Aston Villa             | 6–1   | Brighton & Hove Albion  | 30 tháng 9 năm 2023  | [ 374 ]         |
| Eddie Nketiah             | Anh                  | Arsenal                 | 5–0   | Sheffield United        | 28 tháng 10 năm 2023 | [ 375 ]         |
| Nicolas Jackson           | Sénégal              | Tottenham Hotspur       | 1–4   | Chelsea                 | 6 tháng 11 năm 2023  | [ 376 ]         |
| Dominic Solanke           | Anh                  | Nottingham Forest       | 2–3   | Bournemouth             | 23 tháng 12 năm 2023 | [ 377 ]         |
| Chris Wood (2)            | New Zealand          | Newcastle United        | 1–3   | Nottingham Forest       | 26 tháng 12 năm 2023 | [ 378 ]         |
| Elijah Adebayo            | Anh                  | Luton Town              | 4–0   | Brighton & Hove Albion  | 30 tháng 1 năm 2024  | [ 379 ]         |
| Matheus Cunha             | Brasil               | Chelsea                 | 2–4   | Wolverhampton Wanderers | 4 tháng 2 năm 2024   | [ 380 ]         |
| Phil Foden (2)            | Anh                  | Brentford               | 1–3   | Manchester City         | 5 tháng 2 năm 2024   | [ 381 ]         |
| Jarrod Bowen              | Anh                  | West Ham United         | 4–2   | Brentford               | 26 tháng 2 năm 2024  | [ 382 ]         |
| Phil Foden (3)            | Anh                  | Manchester City         | 4–1   | Aston Villa             | 3 tháng 4 năm 2024   | [ 383 ]         |
| Cole Palmer (1)           | Anh                  | Chelsea                 | 4–3   | Manchester United       | 4 tháng 4 năm 2024   | [ 384 ]         |
| Cole Palmer4P (2)         | Anh                  | Chelsea                 | 6–0   | Everton                 | 15 tháng 4 năm 2024  | [ 385 ]         |
| Erling Haaland4 (6)       | Na Uy                | Manchester City         | 5–1   | Wolverhampton Wanderers | 4 tháng 5 năm 2024   | [ 386 ]         |
| Jean-Philippe Mateta      | Pháp                 | Crystal Palace          | 5–0   | Aston Villa             | 19 tháng 5 năm 2024  | [ 387 ]         |
| Erling Haaland (7)        | Na Uy                | Manchester City         | 4–1   | Ipswich Town            | 24 tháng 8 năm 2024  | [ 388 ]         |
| Noni Madueke              | Anh                  | Wolverhampton Wanderers | 2–6   | Chelsea                 | 25 tháng 8 năm 2024  | [ 389 ]         |
| Erling Haaland (8)        | Na Uy                | West Ham United         | 1–3   | Manchester City         | 31 tháng 8 năm 2024  | [ 390 ]         |
| Cole Palmer4 (3)          | Anh                  | Chelsea                 | 4–2   | Brighton & Hove Albion  | 28 tháng 9 năm 2024  | [ 391 ]         |

## Số cú hat-trick
Bảng sau liệt kê số lượng cú hat-trick đã ghi được bởi những cầu thủ đã ghi được hai hoặc nhiều hat-trick.
Lưu ý: Cầu thủ in đậm vẫn còn thi đấu tại Giải Ngoại Hạng Anh.
| Xếp hạng | Cầu thủ                 | Số hat-trick | Hat-trick cuối       |
| -------- | ----------------------- | ------------ | -------------------- |
| 1        | Sergio Agüero           | 12           | 12 tháng 1 năm 2020  |
| 2        | Alan Shearer            | 11           | 19 tháng 9 năm 1999  |
| 3        | Robbie Fowler           | 9            | 26 tháng 12 năm 2001 |
| 4        | Erling Haaland          | 8            | 31 tháng 8 năm 2024  |
| 4        | Harry Kane              | 8            | 26 tháng 12 năm 2017 |
| 4        | Thierry Henry           | 8            | 7 tháng 5 năm 2006   |
| 4        | Michael Owen            | 8            | 17 tháng 12 năm 2005 |
| 7        | Wayne Rooney            | 7            | 29 tháng 11 năm 2017 |
| 8        | Luis Suárez             | 6            | 22 tháng 3 năm 2014  |
| 10       | Dimitar Berbatov        | 5            | 26 tháng 12 năm 2011 |
| 10       | Andy Cole               | 5            | 30 tháng 3 năm 1999  |
| 10       | Ruud van Nistelrooy     | 5            | 27 tháng 9 năm 2003  |
| 10       | Robin van Persie        | 5            | 22 tháng 4 năm 2013  |
| 10       | Raheem Sterling         | 5            | 12 tháng 2 năm 2022  |
| 10       | Ian Wright              | 5            | 13 tháng 9 năm 1997  |
| 16       | Yakubu                  | 4            | 3 tháng 12 năm 2011  |
| 16       | Kevin Campbell          | 4            | 8 tháng 5 năm 1999   |
| 16       | Jermain Defoe           | 4            | 13 tháng 1 năm 2016  |
| 16       | Les Ferdinand           | 4            | 25 tháng 11 năm 2000 |
| 16       | Jimmy Floyd Hasselbaink | 4            | 16 tháng 10 năm 2004 |
| 16       | Matthew Le Tissier      | 4            | 19 tháng 8 năm 1995  |
| 16       | Mohamed Salah           | 4            | 24 tháng 10 năm 2021 |
| 16       | Teddy Sheringham        | 4            | 26 tháng 8 năm 2003  |
| 16       | Son Heung-min           | 4            | 2 tháng 9 năm 2023   |
| 16       | Chris Sutton            | 4            | 28 tháng 2 năm 1998  |
| 16       | Carlos Tevez            | 4            | 14 tháng 4 năm 2012  |
| 16       | Fernando Torres         | 4            | 29 tháng 4 năm 2012  |
| 16       | Dwight Yorke            | 4            | 25 tháng 2 năm 2001  |
| 29       | Emmanuel Adebayor       | 3            | 13 tháng 9 năm 2008  |
| 29       | Nicolas Anelka          | 3            | 1 tháng 11 năm 2008  |
| 29       | Tony Cottee             | 3            | 17 tháng 12 năm 1994 |
| 29       | Didier Drogba           | 3            | 14 tháng 8 năm 2010  |
| 29       | Dion Dublin             | 3            | 14 tháng 11 năm 1998 |
| 29       | Phil Foden              | 3            | 3 tháng 4 năm 2024   |
| 29       | Robbie Keane            | 3            | 26 tháng 9 năm 2009  |
| 29       | Frank Lampard           | 3            | 2 tháng 10 năm 2011  |
| 29       | Romelu Lukaku           | 3            | 4 tháng 2 năm 2017   |
| 29       | Cole Palmer             | 3            | 28 tháng 9 năm 2024  |
| 29       | Cristiano Ronaldo       | 3            | 16 tháng 4 năm 2022  |
| 29       | Ole Gunnar Solskjær     | 3            | 29 tháng 2 năm 2002  |
| 29       | Jamie Vardy             | 3            | 27 tháng 9 năm 2020  |
| 29       | Theo Walcott            | 3            | 24 tháng 5 năm 2015  |
| 43       | Demba Ba                | 2            | 31 tháng 10 năm 2011 |
| 43       | Gareth Bale             | 2            | 2 tháng 5 năm 2021   |
| 43       | Christian Benteke       | 2            | 7 tháng 4 năm 2015   |
| 43       | Andy Carroll            | 2            | 9 tháng 4 năm 2016   |
| 43       | Roberto Firmino         | 2            | 16 tháng 10 năm 2021 |
| 43       | Kevin Gallacher         | 2            | 17 tháng 1 năm 1998  |
| 43       | Steven Gerrard          | 2            | 13 tháng 3 năm 2012  |
| 43       | Eden Hazard             | 2            | 15 tháng 9 năm 2018  |
| 43       | Darren Huckerby         | 2            | 9 tháng 1 năm 1999   |
| 43       | Steffen Iversen         | 2            | 11 tháng 3 năm 2000  |
| 43       | Andrei Kanchelskis      | 2            | 27 tháng 4 năm 1996  |
| 43       | Joshua King             | 2            | 23 tháng 10 năm 2021 |
| 43       | Paul Kitson             | 2            | 19 tháng 11 năm 2001 |
| 43       | Riyad Mahrez            | 2            | 28 tháng 11 năm 2020 |
| 43       | Sadio Mané              | 2            | 1 tháng 5 năm 2016   |
| 43       | Benjani Mwaruwari       | 2            | 19 tháng 1 năm 2008  |
| 43       | Kevin Nolan             | 2            | 19 tháng 5 năm 2013  |
| 43       | Ayoze Pérez             | 2            | 25 tháng 10 năm 2019 |
| 43       | Kevin Phillips          | 2            | 26 tháng 12 năm 2000 |
| 43       | Fabrizio Ravanelli      | 2            | 5 tháng 3 năm 1997   |
| 43       | Maxi Rodríguez          | 2            | 9 tháng 5 năm 2011   |
| 43       | Alexis Sánchez          | 2            | 3 tháng 12 năm 2016  |
| 43       | Paul Scholes            | 2            | 12 tháng 4 năm 2003  |
| 43       | Ivan Toney              | 2            | 3 tháng 9 năm 2022   |
| 43       | Mark Viduka             | 2            | 5 April 2003         |
| 43       | Ollie Watkins           | 2            | 30 tháng 9 năm 2023  |
| 43       | Callum Wilson           | 2            | 18 tháng 11 năm 2017 |
| 43       | Chris Wood              | 2            | 26 tháng 12 năm 2023 |
| 43       | Tony Yeboah             | 2            | 23 tháng 9 năm 1995  |

## Số hat-tricks theo quốc gia
Đây là thống kê số lượng hat-tricks theo một quốc tịch.
Tính đến 28 tháng 9 năm 2024
| Xếp hạng | Quốc gia             | Hat-tricks | hat-trick cuối       |
| -------- | -------------------- | ---------- | -------------------- |
| 1        | Anh                  | 172        | 28 tháng 9 năm 2024  |
| 2        | Argentina            | 18         | 12 tháng 1 năm 2020  |
| 2        | Hà Lan               | 18         | 18 tháng 10 năm 2015 |
| 2        | Pháp                 | 18         | 19 tháng 5 năm 2024  |
| 2        | Na Uy                | 18         | 31 tháng 8 năm 2024  |
| 6        | Tây Ban Nha          | 12         | 14 tháng 6 năm 2021  |
| 7        | Bỉ                   | 9          | 1 tháng 10 năm 2022  |
| 8        | Nigeria              | 8          | 14 tháng 3 năm 2021  |
| 9        | Brazil               | 7          | 4 tháng 2 năm 2024   |
| 9        | Bờ Biển Ngà          | 7          | 1 tháng 10 năm 2015  |
| 9        | Scotland             | 7          | 12 tháng 9 năm 2015  |
| 9        | Wales                | 7          | 2 tháng 5 năm 2021   |
| 13       | Ireland              | 6          | 2 tháng 9 năm 2023   |
| 13       | Bồ Đào Nha           | 6          | 16 tháng 4 năm 2022  |
| 13       | Senegal              | 6          | 6 tháng 11 năm 2023  |
| 13       | Uruguay              | 6          | 22 tháng 3 năm 2014  |
| 17       | Bulgaria             | 5          | 26 tháng 12 năm 2011 |
| 17       | Ý                    | 5          | 28 tháng 12 năm 2010 |
| 19       | Ai Cập               | 4          | 24 tháng 10 năm 2021 |
| 19       | Nga                  | 4          | 4 tháng 3 năm 2012   |
| 19       | Hàn Quốc             | 4          | 2 tháng 10 năm 2023  |
| 19       | Trinidad và Tobago   | 4          | 25 tháng 2 năm 2001  |
| 23       | Đức                  | 3          | 1 tháng 3 năm 2014   |
| 23       | Togo                 | 3          | 13 tháng 9 năm 2008  |
| 23       | Zimbabwe             | 3          | 19 tháng 1 năm 2008  |
| 26       | Algeria              | 2          | 28 tháng 11 năm 2020 |
| 26       | Úc                   | 2          | 5 tháng 4 năm 2003   |
| 26       | Cameroon             | 2          | 19 tháng 1 năm 2014  |
| 26       | Chile                | 2          | 3 tháng 12 năm 2016  |
| 26       | Cộng hòa Séc         | 2          | 13 tháng 11 năm 2004 |
| 26       | Phần Lan             | 2          | 17 tháng 8 năm 2019  |
| 26       | Ghana                | 2          | 23 tháng 9 năm 1995  |
| 26       | New Zealand          | 2          | 26 tháng 12 năm 2023 |
| 26       | Hoa Kỳ               | 2          | 26 tháng 10 năm 2019 |
| 35       | Bosna và Hercegovina | 1          | 28 tháng 8 năm 2011  |
| 35       | Costa Rica           | 1          | 23 tháng 8 năm 2000  |
| 35       | DR Congo             | 1          | 11 tháng 4 năm 2015  |
| 35       | Gabon                | 1          | 14 tháng 2 năm 2021  |
| 35       | Iceland              | 1          | 23 tháng 10 năm 2004 |
| 35       | Israel               | 1          | 12 tháng 9 năm 2009  |
| 35       | Jamaica              | 1          | 28 tháng 9 năm 2003  |
| 35       | Nhật Bản             | 1          | 2 tháng 3 năm 2013   |
| 35       | Paraguay             | 1          | 15 tháng 12 năm 2007 |
| 35       | Thuỵ Điển            | 1          | 11 tháng 5 năm 2003  |
| 35       | Venezuela            | 1          | 14 tháng 12 năm 2016 |
| 35       | Yugoslavia           | 1          | 16 tháng 12 năm 1995 |

## Số hat-trick theo câu lạc bộ
Bảng sau liệt kê số hat-trick được ghi bởi các cầu thủ từ câu lạc bộ dưới đây.
Tính đến 19 tháng 5 năm 2024
| Xếp hạng | Câu lạc bộ              | Hat-tricks | Hat-trick cuối       |
| -------- | ----------------------- | ---------- | -------------------- |
| 1        | Liverpool               | 42         | 24 tháng 10 năm 2021 |
| 2        | Arsenal                 | 41         | 28 tháng 10 năm 2023 |
| 2        | Manchester City         | 41         | 4 tháng 5 năm 2024   |
| 4        | Manchester United       | 36         | 16 tháng 4 năm 2022  |
| 5        | Chelsea                 | 30         | 15 tháng 4 năm 2024  |
| 6        | Tottenham Hotspur       | 29         | 2 tháng 9 năm 2023   |
| 7        | Blackburn Rovers        | 17         | 3 tháng 11 năm 2011  |
| 8        | Everton                 | 16         | 19 tháng 9 năm 2020  |
| 9        | Newcastle United        | 14         | 20 tháng 4 năm 2019  |
| 10       | Aston Villa             | 12         | 30 tháng 9 năm 2023  |
| 10       | Leeds United            | 12         | 16 tháng 1 năm 2022  |
| 12       | Leicester City          | 8          | 14 tháng 3 năm 2021  |
| 12       | West Ham United         | 8          | 26 tháng 2 năm 2024  |
| 14       | Southampton             | 7          | 1 tháng 5 năm 2016   |
| 15       | Portsmouth              | 6          | 31 tháng 10 năm 2009 |
| 15       | Coventry City           | 6          | 9 tháng 1 năm 1999   |
| 17       | West Bromwich Albion    | 5          | 14 tháng 12 năm 2016 |
| 17       | Middlesbrough           | 5          | 11 tháng 5 năm 2008  |
| 17       | Sunderland              | 5          | 13 tháng 1 năm 2016  |
| 17       | Queens Park Rangers     | 5          | 20 tháng 12 năm 2014 |
| 21       | Bournemouth             | 4          | 23 tháng 12 năm 2023 |
| 21       | Norwich City            | 4          | 17 tháng 9 năm 2019  |
| 23       | Fulham                  | 3          | 4 tháng 3 năm 2012   |
| 23       | Wigan Athletic          | 3          | 24 tháng 12 năm 2012 |
| 25       | Brighton & Hove Albion  | 2          | 2 tháng 9 năm 2023   |
| 25       | Brentford               | 2          | 3 tháng 9 năm 2022   |
| 25       | Burnley                 | 2          | 25 tháng 4 năm 2021  |
| 25       | Charlton Athletic       | 2          | 28 tháng 9 năm 2003  |
| 25       | Crystal Palace          | 2          | 19 tháng 5 năm 2024  |
| 25       | Nottingham Forest       | 2          | 26 tháng 12 năm 2023 |
| 25       | Sheffield Wednesday     | 2          | 8 tháng 11 năm 1997  |
| 25       | Watford                 | 2          | 23 tháng 10 năm 2021 |
| 25       | Wolverhampton Wanderers | 2          | 4 tháng 2 năm 2024   |
| 34       | Bradford City           | 1          | 21 tháng 4 năm 2000  |
| 34       | Ipswich Town            | 1          | 7 tháng 4 năm 2001   |
| 34       | Sheffield United        | 1          | 16 tháng 1 năm 1993  |
| 34       | Wimbledon               | 1          | 26 tháng 4 năm 1994  |
| 34       | Birmingham City         | 1          | 1 tháng 3 năm 2008   |
| 34       | Bolton Wanderers        | 1          | 6 tháng 4 năm 2002   |
| 34       | Stoke City              | 1          | 31 tháng 1 năm 2015  |
| 34       | Swindon Town            | 1          | 5 tháng 2 năm 1994   |